# 韋甘斯山
80°11′S 27°3′W / 80.183°S 27.050°W
韋甘斯山是南極洲的山峰，位於科茨地，屬於沙克爾頓山脈的一部分，長3.7公里，是拉格朗日冰原島峰的北端，海拔高度約700米，在1967年由美國海軍拍攝空中照片。